# Publius Clodius Thrasea Paetus
Publius Clodius Thrasea Pætus, sénateur romain et philosophe stoïcien, vécut pendant le règne de Néron. Il était le mari d'Arria, la fille d'Arria, beau-père de Gaius Helvidius Priscus et peut-être ami du poète Perse.

## Famille
Il est né vers 10 à Padoue et appartenait à une famille de nobles aisés. Au début des années 30 de notre ère, il épouse Arria, fille de Aulus Caecina Paetus et de Arria. De cette union est né une fille, Fannia. Sûrement peu de temps après le suicide de son beau-père, il ajouta le cognomen Paetus à son propre nom.

## Biographie
Les circonstances par lesquelles il vint s'établir à Rome sont inconnues. Il devient sénateur en 42.
Au début, il fut traité avec de grands égards par Néron, probablement en raison de l'influence de Sénèque le Jeune.
Il devint consul suffect en l'an 56 et un des gardiens des livres sibyllins.
En l'an 57, il soutint la cause de l'envoyé de Cilicie qui vint à Rome pour accuser d'extorsion leur dernier gouverneur Cossutianus Capito. En l'an 59, Thrasea fut le premier à montrer ouvertement son dégoût à propos du comportement de Néron et la platitude du sénat : il se retira sans voter juste avant la lecture de la lettre de l'empereur qui justifiait le meurtre d'Agrippine la Jeune.
En l'an 62, il empêcha l'exécution du préteur Antistius, qui avait calomnié par écrit l'empereur, et persuada le sénat d'appliquer une sentence plus douce. Néron montra son mécontentement en refusant de recevoir Thrasea lorsque le sénat l'envoya en personne pour offrir les félicitations pour la naissance d'une princesse.
De 63 jusqu'à sa mort en 66, Thrasea se retira de la vie publique et ne remit plus les pieds au sénat.

## Sa fin
Mais sa mort avait été décidée en haut lieu. La simplicité de sa vie et son adhésion aux principes du stoïcisme étaient vues comme un reproche envers la frivolité et la débauche de Néron. Celui-ci « aspira à la fin à la mort de la Vertu en persécutant Thrasea et Soranus » (Tacite). Cossutianus Capito — le beau-fils de Tigellin qui n'avait jamais pardonné à Thrasea d'avoir soutenu sa condamnation — et Eprius Marcellus dirigèrent les poursuites.
Diverses charges furent élevées contre lui. Le sénat, intimidé par la présence de nombreuses troupes, n'a eu d'alternative que de le condamner à mort. Lorsque la nouvelle fut rapportée dans la maison de Thrasea — qui se divertissait avec des amis — il se retira dans sa chambre et s'ouvrit les veines de ses deux bras.
Le récit de Tacite s'interrompt au moment où Thrasea allait s'adresser à Démétrios le Cynique, philosophe avec lequel il avait eu, avant ce jour fatal, une discussion sur la nature de l'âme.
Thrasea fut le sujet d'un panégyrique écrit par Arulenus Rusticus, un des tribuns qui avait offert de mettre un veto sur le décret du sénat. Mais Thrasea refusa de le laisser mettre sa vie en péril inutilement.
Le modèle de vie et de conduite pour Thrasea était celui de Caton d'Utique pour lequel il avait rédigé un panégyrique. Dans sa biographie sur Caton, c'était l'un des maîtres de Plutarque.